# Nuncjusze apostolscy w Chorwacji
Nuncjusze apostolscy w Chorwacji nuncjusze apostolscy w Chorwacji są reprezentantami Stolicy Apostolskiej przy rządzie Chorwacji. Nuncjatura apostolska mieści się w Zagrzebiu przy Ksaverska cesta 10 A. Chorwacja utrzymuje stosunki z Watykanem od 1992 (1991 uzyskanie niepodległości). 

## Nuncjusze apostolscy w Chorwacji
| lp. | lata             | nuncjusz                | kraj pochodzenia |
| --- | ---------------- | ----------------------- | ---------------- |
| 1   | 1992–2003        | Giulio Einaudi          | Włochy           |
| 2   | 2003–2007        | Francisco-Javier Lozano | Hiszpania        |
| 3   | 2008–2012        | Mario Roberto Cassari   | Włochy           |
| 4   | 2012–2017        | Alessandro D’Errico     | Włochy           |
| 5   | 2017–2019        | Giuseppe Pinto          | Włochy           |
| 6   | od 22 lipca 2019 | Giorgio Lingua          | Włochy           |